# Gestalgar
Gestalgar (valencianisch: Xestalgar) ist eine Gemeinde (municipio) mit 560 Einwohnern (Stand: 2024) in der spanischen Provinz Valencia. Sie befindet sich in der Comarca Los Serranos.

## Geografie
Gestalgar liegt etwa 33 Kilometer westnordwestlich vom Stadtzentrum Valencias in einer Höhe von ca. 200 m am Río Turia.

## Demografie
| 1900 | 1910 | 1920 | 1930 | 1940 | 1950 | 1960 | 1970 | 1981 | 1991 | 2001 | 2011 | 2021 |
| ---- | ---- | ---- | ---- | ---- | ---- | ---- | ---- | ---- | ---- | ---- | ---- | ---- |
| 1755 | 1863 | 1778 | 1514 | 1493 | 1625 | 1360 | 911  | 654  | 606  | 703  | 817  | 541  |

## Sehenswürdigkeiten
- Reste der Burganlage (Castillo de los Murones)
- Kirche der Unbefleckten Empfängnis

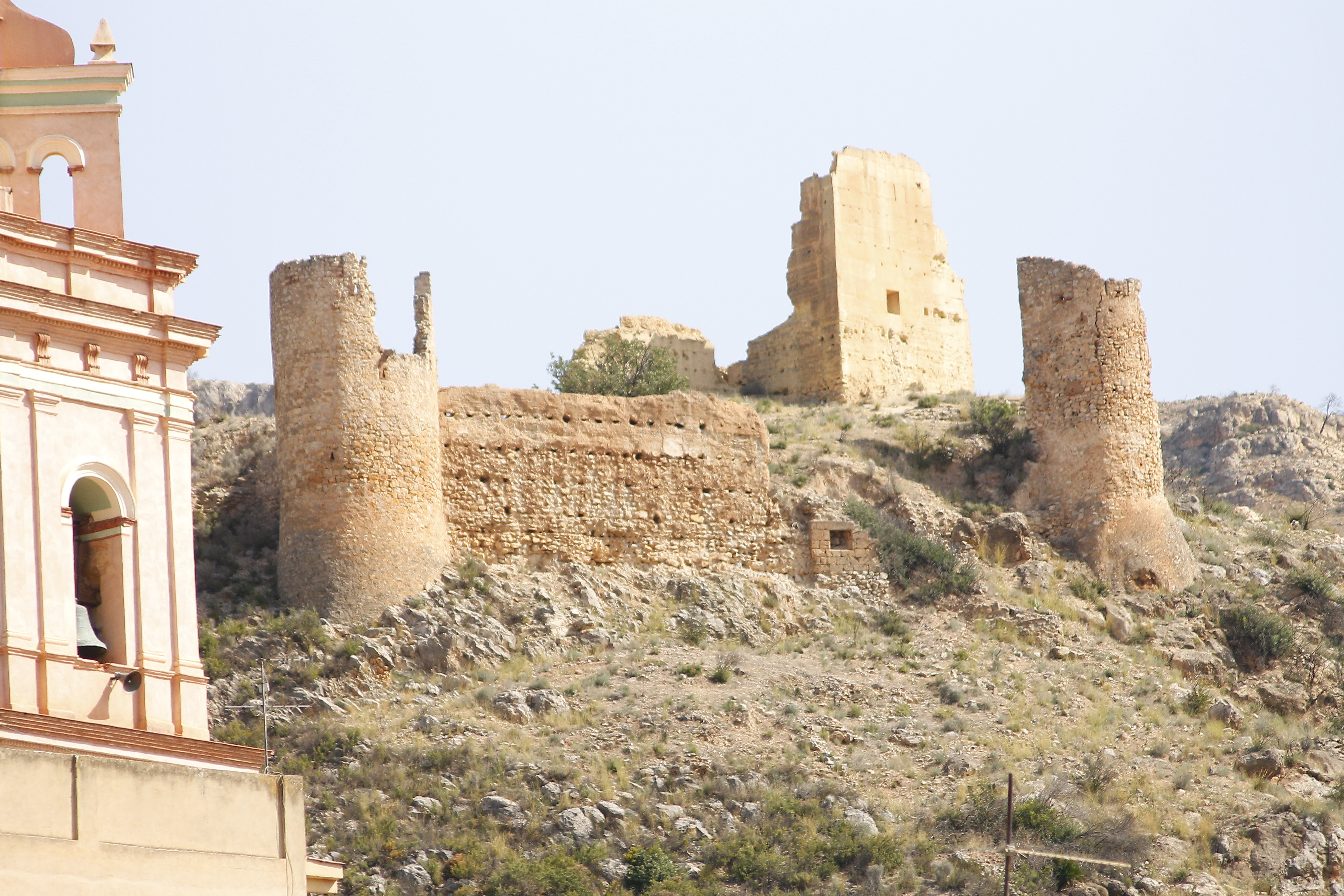
Reste der Burganlage
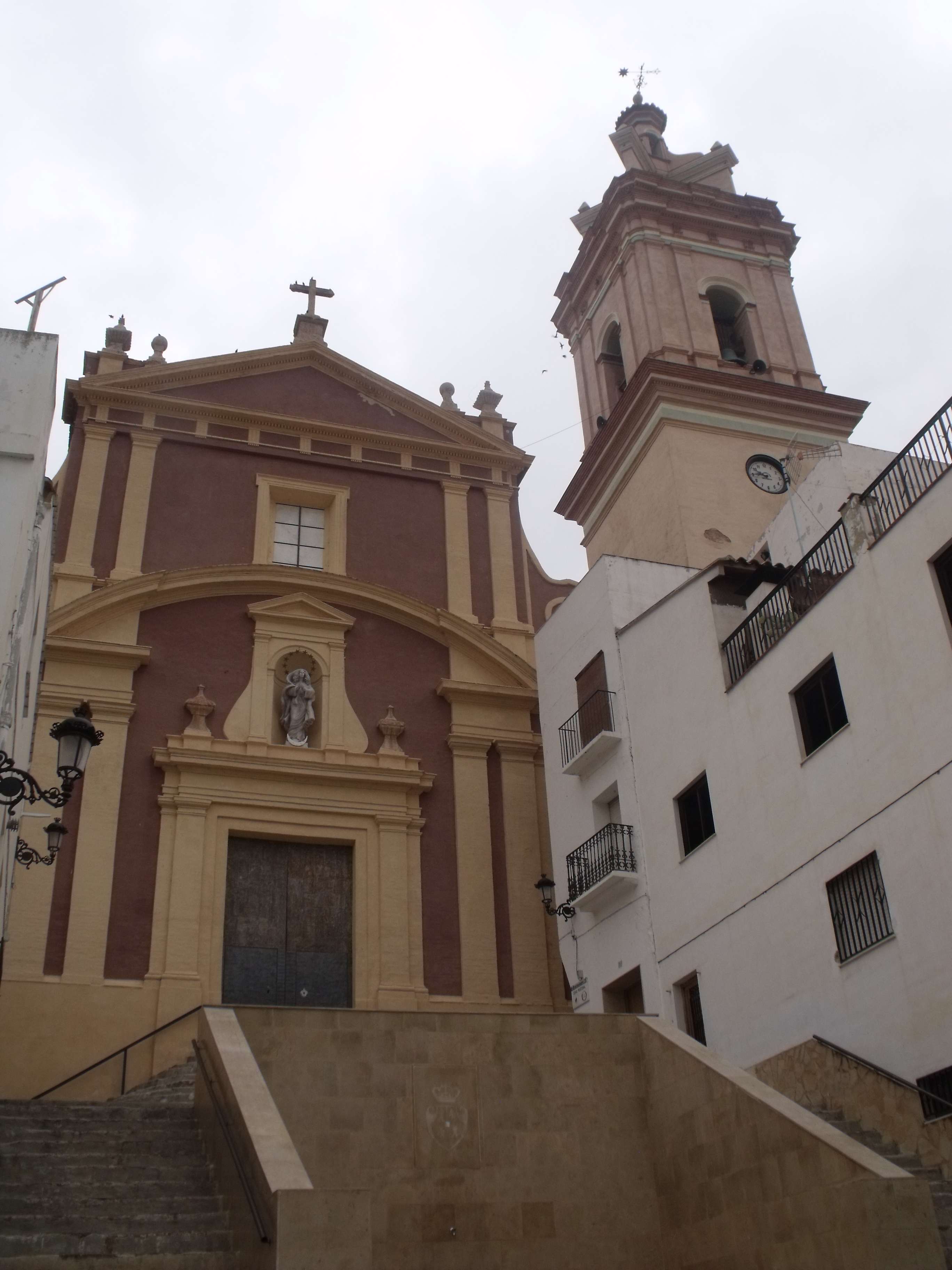
Kirche der Unbefleckten Empfängnis
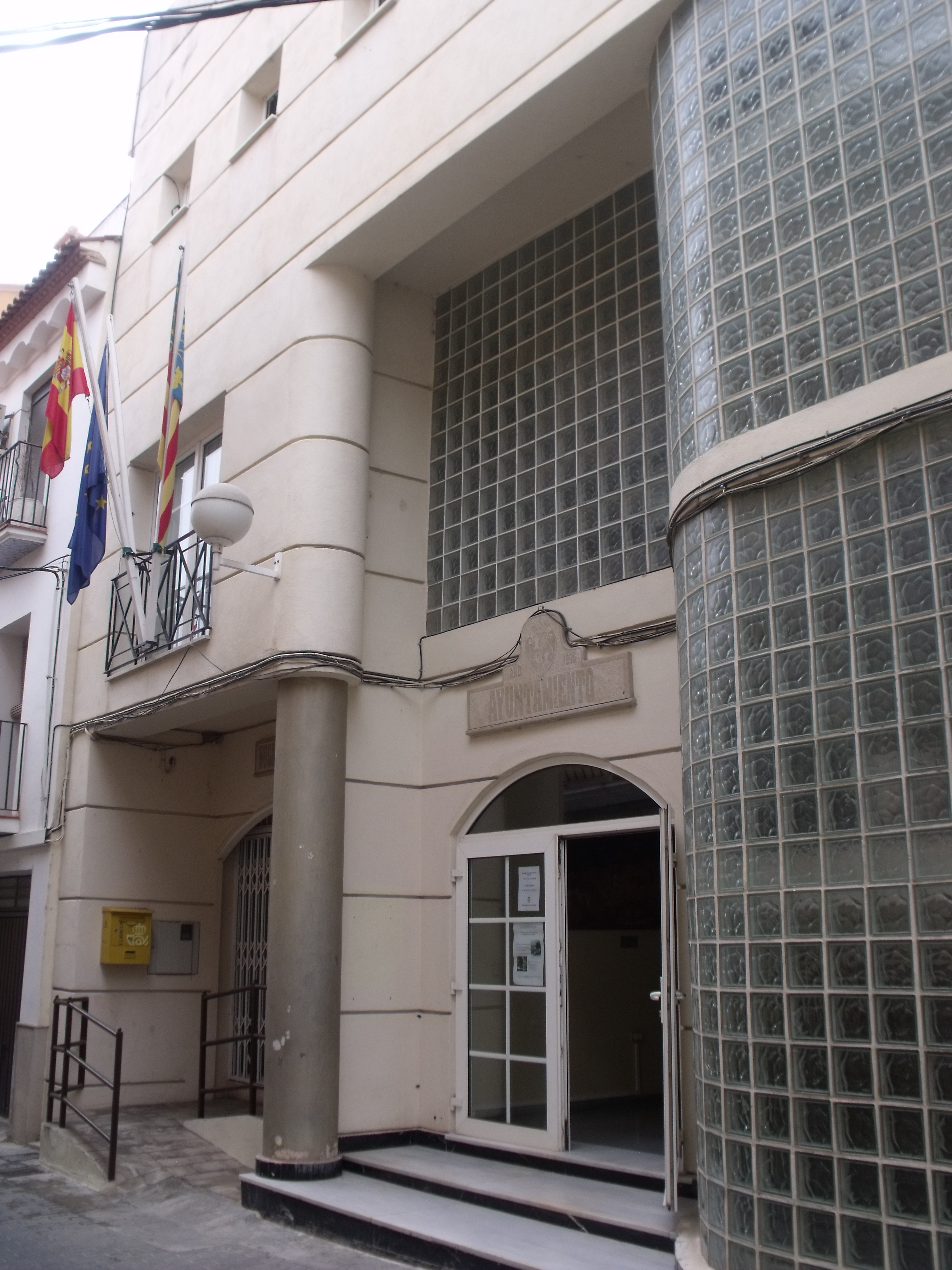
Rathaus

## Persönlichkeiten
- Alfons Cervera (* 1947), Schriftsteller